# عمارة شروانية أبشرونية
العمارة الشروانية الأبشروانية هي مدرسة معمارية تتمتع بمكانة وأهمية فريدة في تاريخ الهندسة المعمارية الأذربيجانية، وهي تطوّر من العمارة الإسلامية الفارسية. لقد أدى تعزيز دولة الشروانشاهية في عهد الأسرة الكسرانية، إلى خلق الظروف الملائمة لتطور العمارة، مما أرسى الأساس لازدهار المدرسة المعمارية المحلية. وبما أن أراضي دولة الشروانشاهيين كانت غنية بأحجار البناء الطبيعية، فقد كان الحجر الجيري مادة البناء والمادة الوحيدة المستخدمة على شكل نقوش في زخرفة المباني في هذه المنطقة منذ العصور القديمة.

شُكلَت السمات الأسلوبية لعمارة شروان وأبشرون على أساس التأثير المشترك للحجر والنحت الزخرفي المطبق عليه. إن النحت الدقيق للحجر المحلي الجميل وتنعيم سطحه يعطي البناء في مباني شروان مظهرًا خاصًا. وتتمركز المنحوتات الحجرية الدقيقة الموضوعة على مثل هذه الأسطح المنسوجة في أجزاء بارزة من التركيبة وتجذب الانتباه ببراعتها الفنية. إن تطور عمارة شروان في هذا الاتجاه حدد بساطة التركيبات هنا، وتم إيلاء الاهتمام الرئيسي= للمعالجة الصادقة للعناصر الفردية.

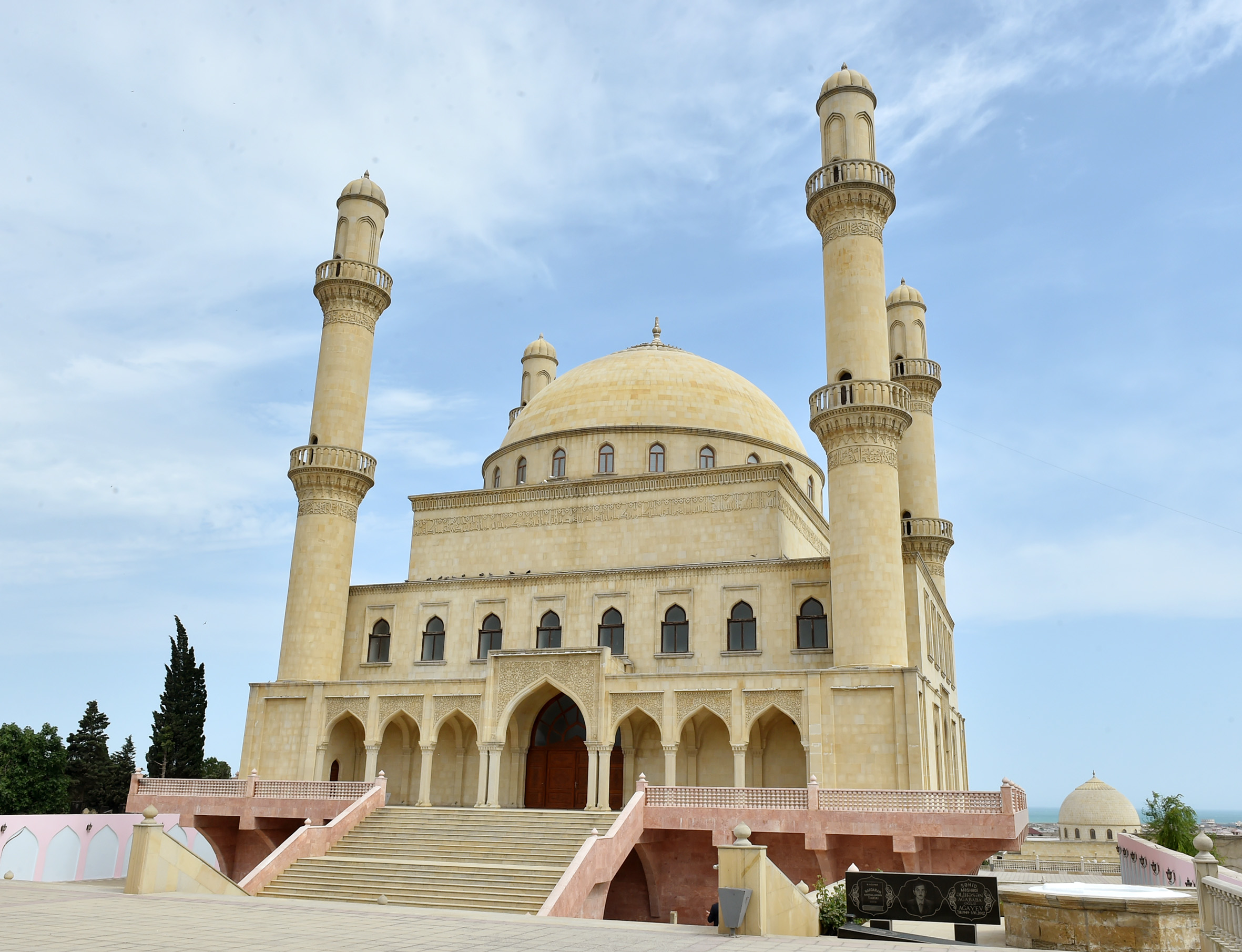
مسجد نارداران[الفارسية]
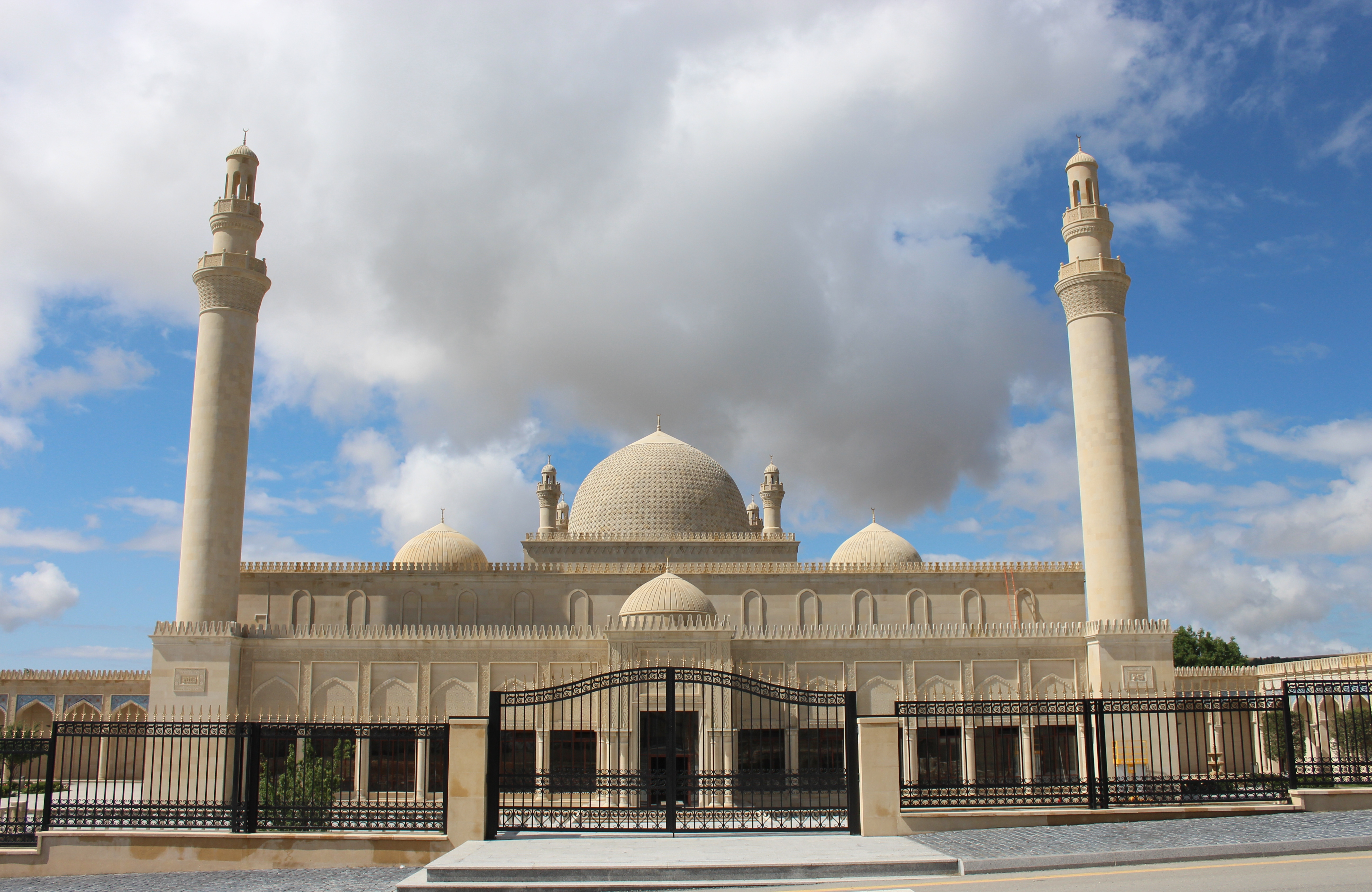
مسجد شماخي جمعة
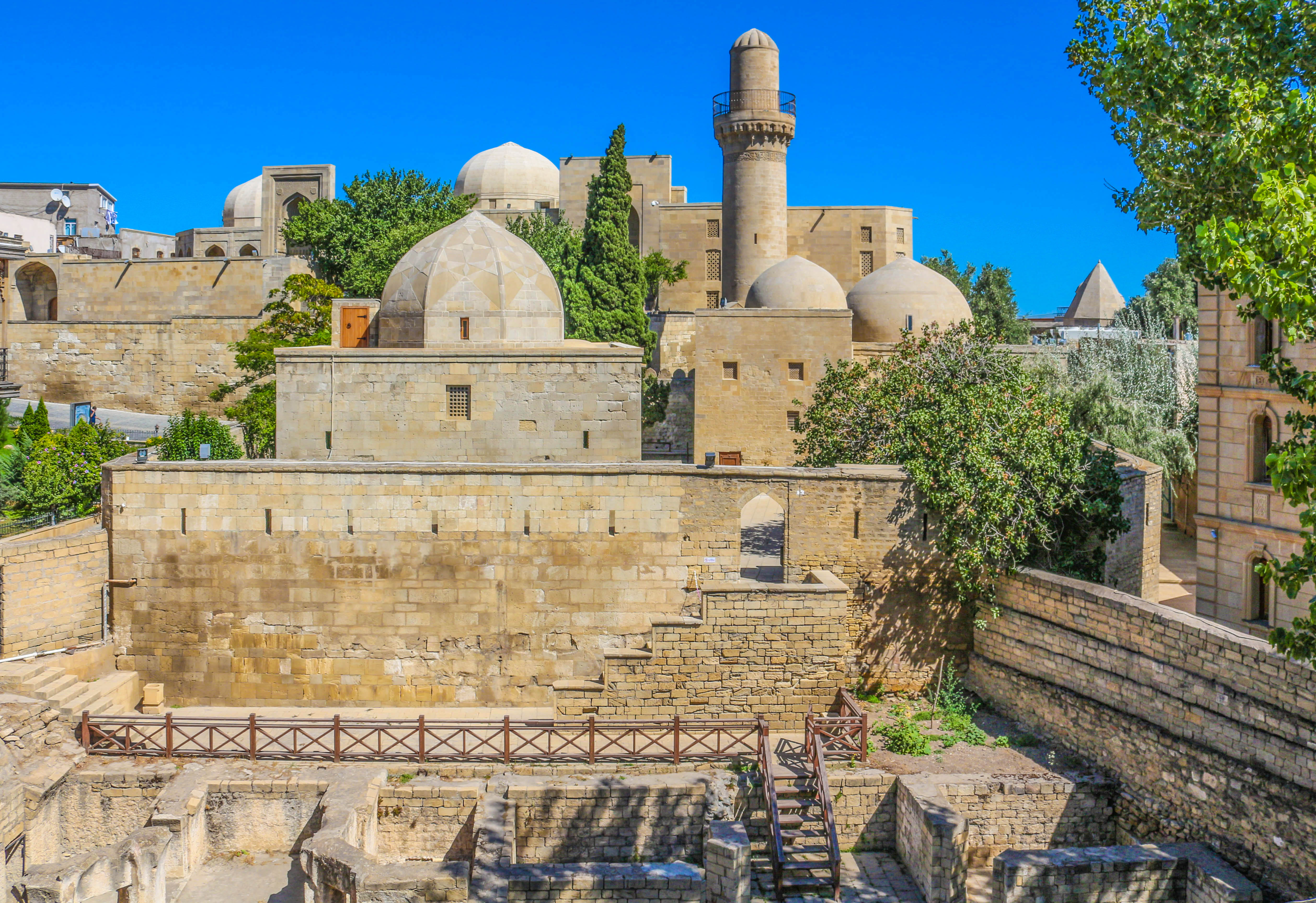
قصر الشروانشاهيين
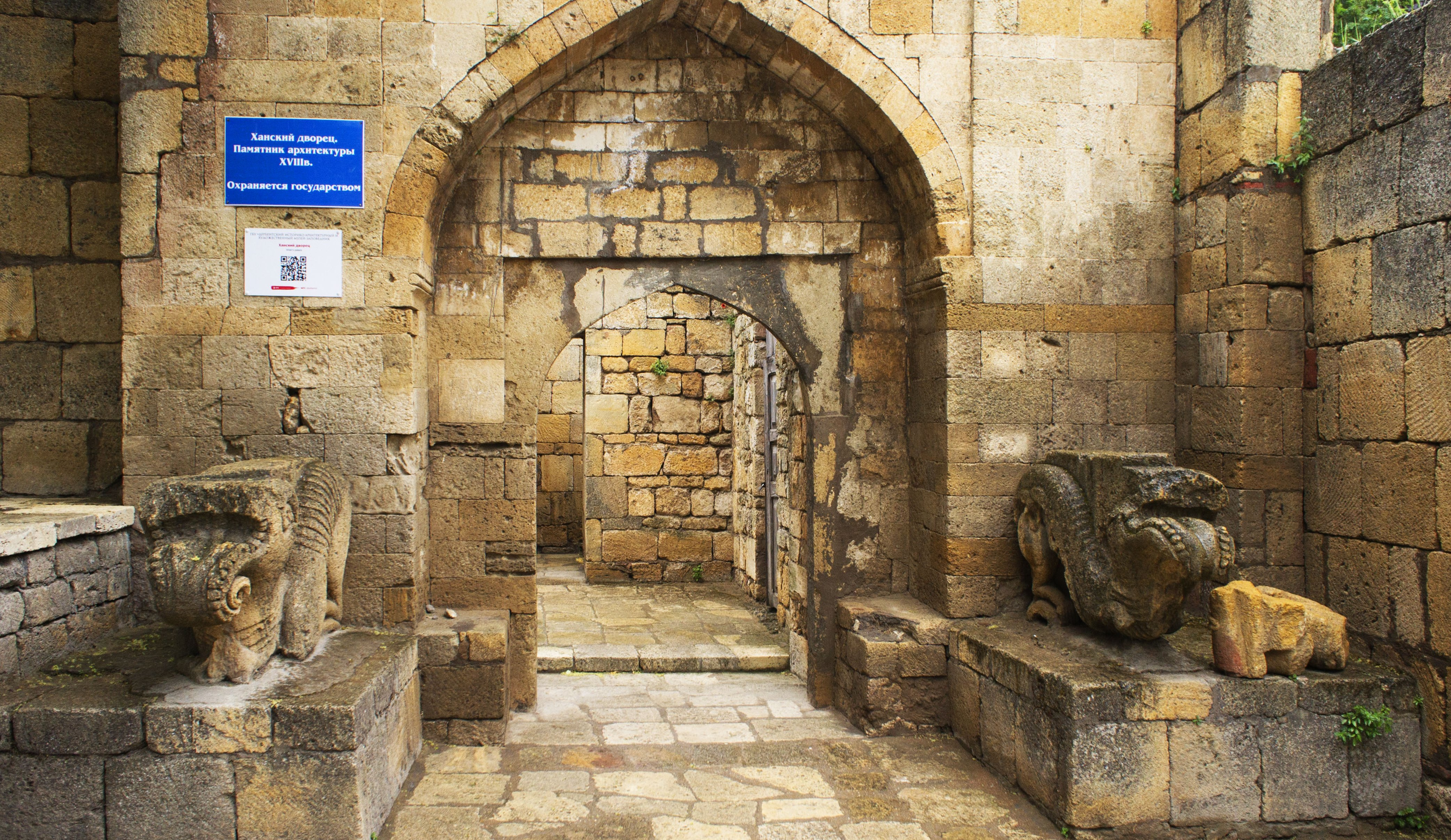
قصر دربند خان[الأذرية]
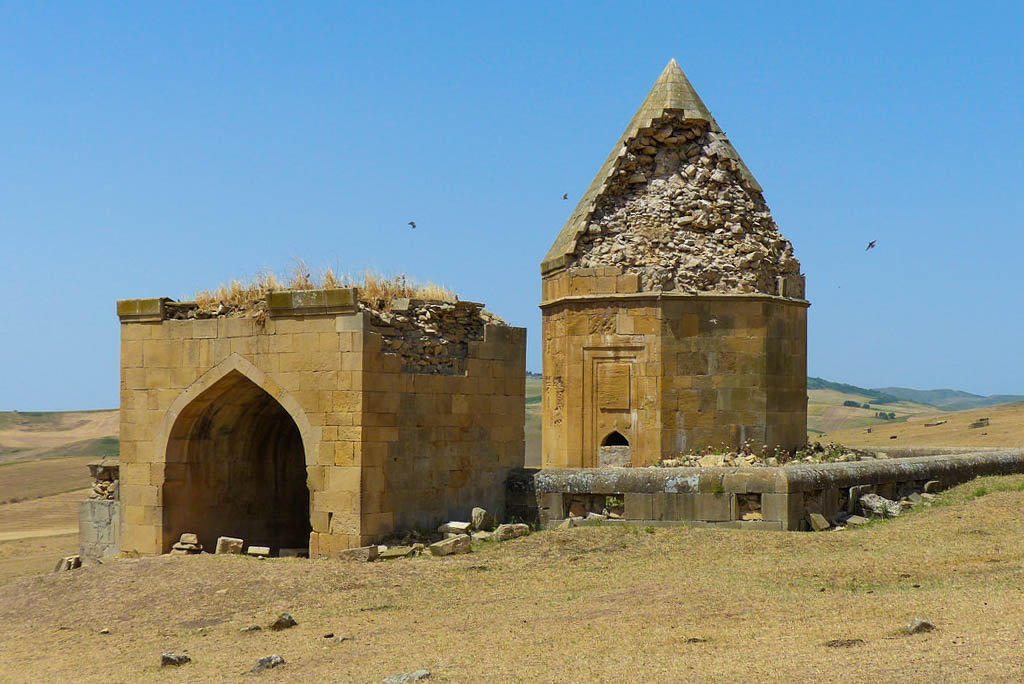
مقابر الكلاخانة[الإنجليزية]
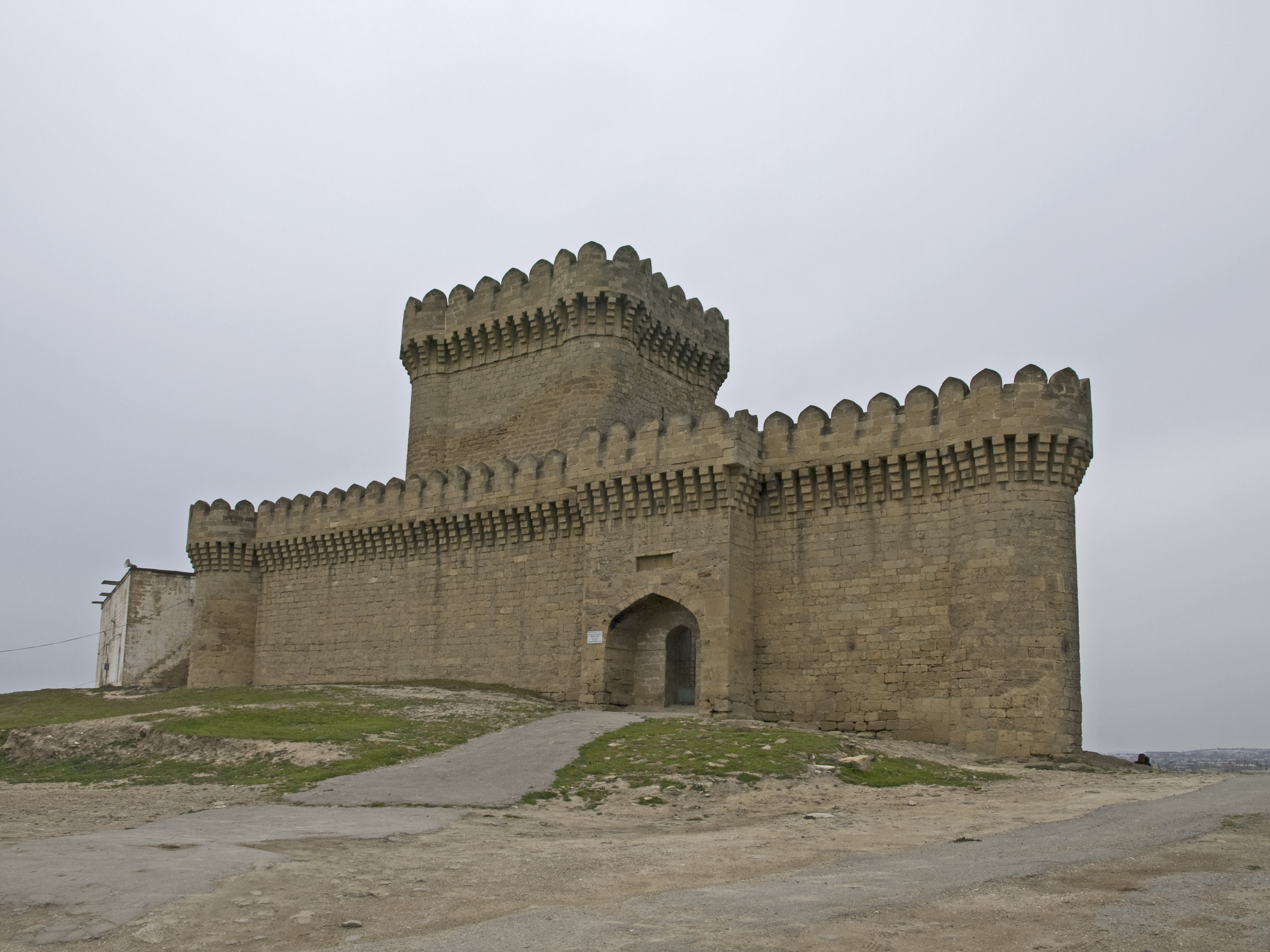
قلعة رماني

## طالع أيضًا
- قلعة باكو
- برج العذراء
- قبر ديري بابا[الإنجليزية]
- مسجد صيني قالا
- مسجد نارداران[الفارسية]